# Мукава
Мукава (яп. むかわ町 Мукава-тё:) — посёлок в Японии, находящийся в уезде Юфуцу округа Ибури губернаторства Хоккайдо. Площадь посёлка составляет 712,91 км², население — 9106 человек (30 июня 2014), плотность населения — 12,77 чел./км².

## Географическое положение
Посёлок расположен на острове Хоккайдо у устья одноимённой реки. С ним граничат город Юбари, посёлки Биратори, Ацума, Хидака и село Симукаппу.

## Население
Население посёлка составляет 9106 человек (30 июня 2014), а плотность — 12,77 чел./км². Изменение численности населения с 1980 по 2005 годы:
| 1980 | 14 591 чел. |  |
| 1985 | 14 068 чел. |  |
| 1990 | 12 871 чел. |  |
| 1995 | 11 967 чел. |  |
| 2000 | 11 197 чел. |  |
| 2005 | 10 602 чел. |  |

## Символика
Деревом посёлка считается тис остроконечный, цветком — рододендрон, птицей — Spirinchus lanceolatus.